# Sinfonia Varsovia

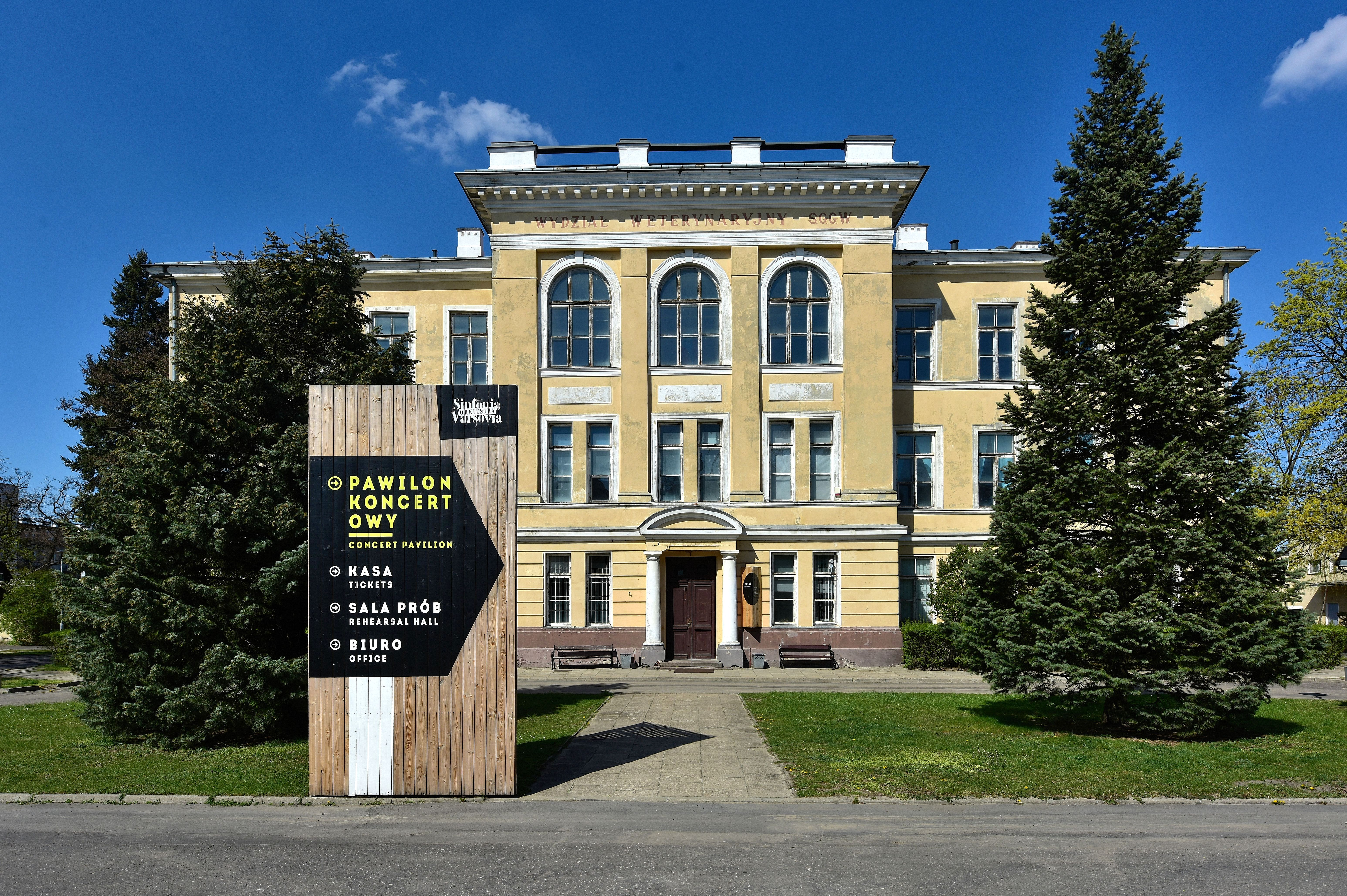
De thuisbasis van Sinfonia Varsovia aan de ul. Grochowska

Het Sinfonia Varsovia is een kamerorkest uit Warschau, dat in 1984 werd opgericht. 
Het orkest kwam voort uit het Pools Kamerorkest, dat op initiatief van Waldemar Dąbrowski en Franciszek Wybrańczyk werd uitgebreid ter gelegenheid van een optreden van Yehudi Menuhin. Het orkest bleef bestaan en Menuhin werd de eerste permanente gastdirigent. Van 2003 tot zijn dood in 2020 was Krzysztof Penderecki artistiek leider van het orkest. 
Het orkest is niet verbonden aan een specifiek platenlabel.
Vijfmaal wist het orkest een Fryderyk te winnen.
Sinds 2010 beschikt het orkest over een eigen concertzaal, die zich bevindt in een voormalig universiteitsgebouw. 